# Gemeinschaftsalbum
Ein Gemeinschaftsalbum (auch Kollaborationsalbum, im Hip-Hop meist kurz Kollaboalbum) ist ein Musikalbum, das von zwei oder mehreren Künstlern zusammen aufgenommen wird, die normalerweise unabhängig voneinander tätig sind. Teilweise verwenden die Künstler für ihre Zusammenarbeit ein gemeinsames Pseudonym. Mitunter werden auch Labelsampler, auf denen mehrere Musiker eines Labels zusammen auftreten, als Gemeinschaftsalbum bezeichnet. Diese Art von Album ist typisch für die Country-Musik und den Hip-Hop. Sie werden aber auch in anderen Genres eingesetzt.
Aufgrund der Einflüsse von beiden Künstlern sind Gemeinschaftsalben oftmals musikalisch vielfältiger als reine Soloalben. Außerdem ist es möglich, eine größere Hörerschaft zu erreichen, da die Fans beider Musiker angesprochen werden. Schließlich bietet ein Gemeinschaftsalbum die Möglichkeit, einen noch unbekannten Künstler durch die Zusammenarbeit mit einem etablierten Musiker einem breiten Publikum bekannt zu machen.

## Bekannte Gemeinschaftsalben
Im Bereich der Hip-Hop-Musik kommt es häufig zur Zusammenarbeit zwischen zwei Rappern. Bekannte Beispiele hierfür sind die Alben:
- 23 von Bushido und Sido als 23
- Berlin lebt 2 von Capital Bra und Samra
- Berlins Most Wanted von Bushido, Fler und Kay One als Berlins Most Wanted
- Blockbasta von Samy Deluxe und Afrob als ASD
- Cancel Culture Nightmare von Fler und Bass Sultan Hengzt als Frank White und Sultan Hengzt
- Carlo Cokxxx Nutten von Bushido und Fler als Sonny Black und Frank White
- Carlo Cokxxx Nutten II von Bushido und Baba Saad
- Carlo Cokxxx Nutten 2 von Bushido und Fler
- CLA$$IC von Bushido und Shindy
- Dein Lieblings Album von Sido und Harris als Deine Lieblings Rapper
- Epic von Fler und Jalil
- Everything Is Love von Beyoncé und Jay-Z als The Carters
- Gespaltene Persönlichkeit von Xavier Naidoo und Kool Savas als Xavas
- Hell: The Sequel von Eminem und Royce da 5′9″ als Bad Meets Evil
- High & hungrig von Bonez MC und Gzuz
- High & hungrig 2 von Bonez MC und Gzuz
- High & hungrig 3 von Bonez MC und Gzuz
- Judgment Night von verschiedenen Metal- und HipHop-Bands
- Jung, brutal, gutaussehend von Kollegah und Farid Bang
- Jung, brutal, gutaussehend 2 von Kollegah und Farid Bang
- Jung, brutal, gutaussehend 3 von Kollegah und Farid Bang
- Kids See Ghosts von Kanye West und Kid Cudi als Kids See Ghosts
- Maximum von KC Rebell und Summer Cem
- Natural Born Killas von Kollegah und Asche
- Obststand von LX und Maxwell
- Obststand 2 von LX und Maxwell
- One von Kool Savas und Azad
- Palmen aus Plastik von Bonez MC und RAF Camora
- Palmen aus Plastik 2 von Bonez MC und RAF Camora
- Palmen aus Plastik 3 von Bonez MC und RAF Camora
- Platin war gestern von Kollegah und Farid Bang
- Rich Gang: Tha Tour Part 1 von Young Thug, Birdman und Rich Homie Quan
- Royal Bunker von Kool Savas und Sido
- Spawn: The Album Filmsoundtrack von verschiedenen Metal- und Elektro-Bands
- Südberlin Maskulin von Fler und Silla
- Südberlin Maskulin II von Fler und Silla
- Watch the Throne von Jay-Z und Kanye West
- Wer hätte das gedacht? von Samy Deluxe und Afrob als ASD
- Zodiak von Chakuza, RAF Camora und Joshi Mizu

Auch in anderen Musikbereichen gibt es Zusammenarbeiten zwischen Künstlern:
- Jon & Vangelis, bestehend aus Jon Anderson und Vangelis Papathanassiou
- Lulu des Gitarristen Lou Reed und der Band Metallica.
- Tame & Maffay von Johnny Tame und Peter Maffay
- Tame & Maffay 2 von Johnny Tame und Peter Maffay